# Méthacrylate d'éthyle
Le méthacrylate d'éthyle est un composé chimique de formule CH2=CH(CH3)COOCH2CH3. C'est l'ester d'acide méthacrylique CH2=CH(CH3)COOH et d'éthanol CH3CH2OH. Il se présente sous la forme d'un liquide hautement inflammable, volatil et incolore, à l'odeur caractéristique. Son enthalpie de polymérisation est de −59,5 kJ/mol ou −521 kJ/kg. Il est donc susceptible de polymériser de manière explosive, et est sensible à la lumière et à l'air. Il est par conséquent distribué avec des stabilisants.
Le méthacrylate d'éthyle est utilisé comme monomère pour produire des polymères acryliques, généralement par polymérisation radicalaire.